# ファレノプシス・シレリアナ

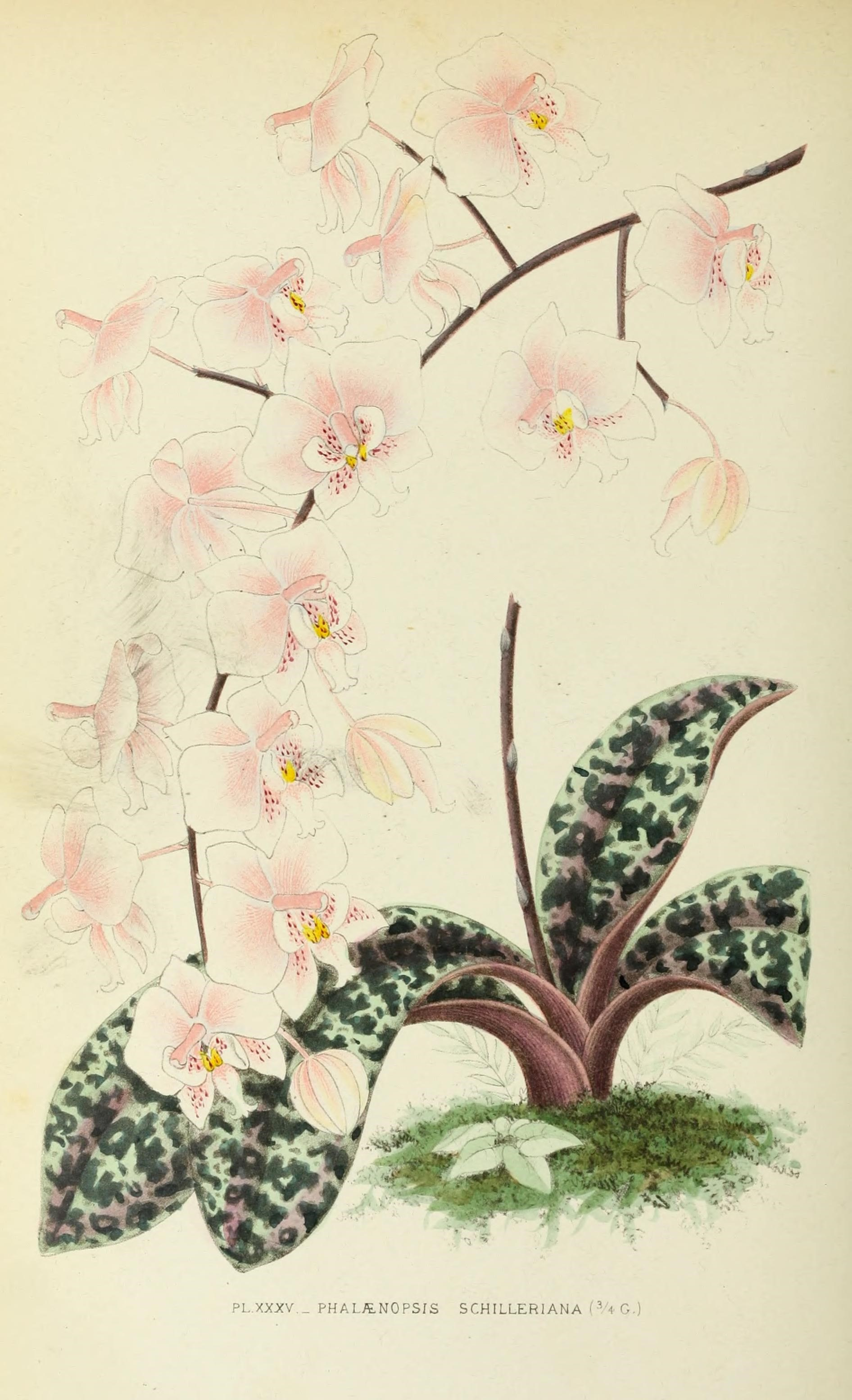
図版

ファレノプシズ・シレリアナ Phalaenopsis schileriana Rchb. はコチョウラン属のランの一つ。この属では大柄で美しいものの一つとされる。

## 特徴
常緑の多年草で着生植物。葉は3-5枚あり、線状長楕円形で長さ20-40cmにもなる。表側は暗緑色の地色に灰緑色の横縞模様が入り、裏面は暗紫色を帯びる。
開花は主として春。花茎は弓状に伸びて長さ1mに達し、よく分枝して30-50の花を、時にはそれ以上の数を付ける。花は順次咲いて、その開花期間は6週間にもわたる。花は淡桃色、径6cmになり、香りがある。萼片は楕円形から卵状楕円形、側萼片の基部には赤紅色の斑紋がある。側花弁は幅広い菱形。唇弁は三裂して白から桃紫色で、中裂片は卵形で先端の両側に突起があって錨状になる。
種小名は本種を最初に導入開花させた Consul Schiller の名による。

## 分布と生育環境
フィリピンに産する。ルソン島南部の森林の高木に着生する。

## 利用
洋ランとして栽培される。本属でも大型の美麗種であり、フィリピン産のランではもっとも美しいものの一つとも言われる。
また、交配親としても重要で、ピンク系の花を作出する場合に重視される。